# Termőtáj

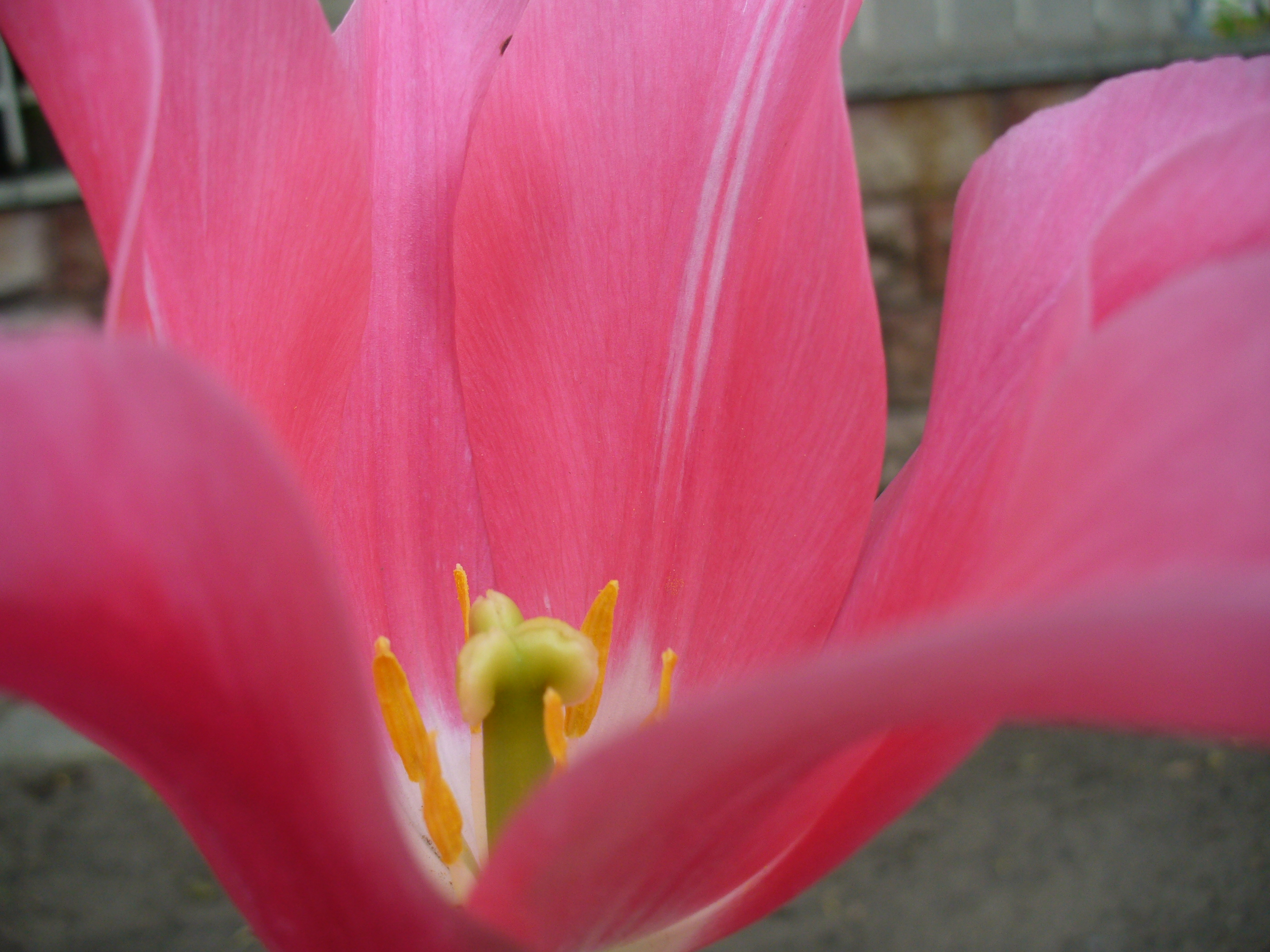
A tulipán termőtája, amelynek termője – jól láthatóan – három termőlevélből képződött, tehát trimer ginőceum

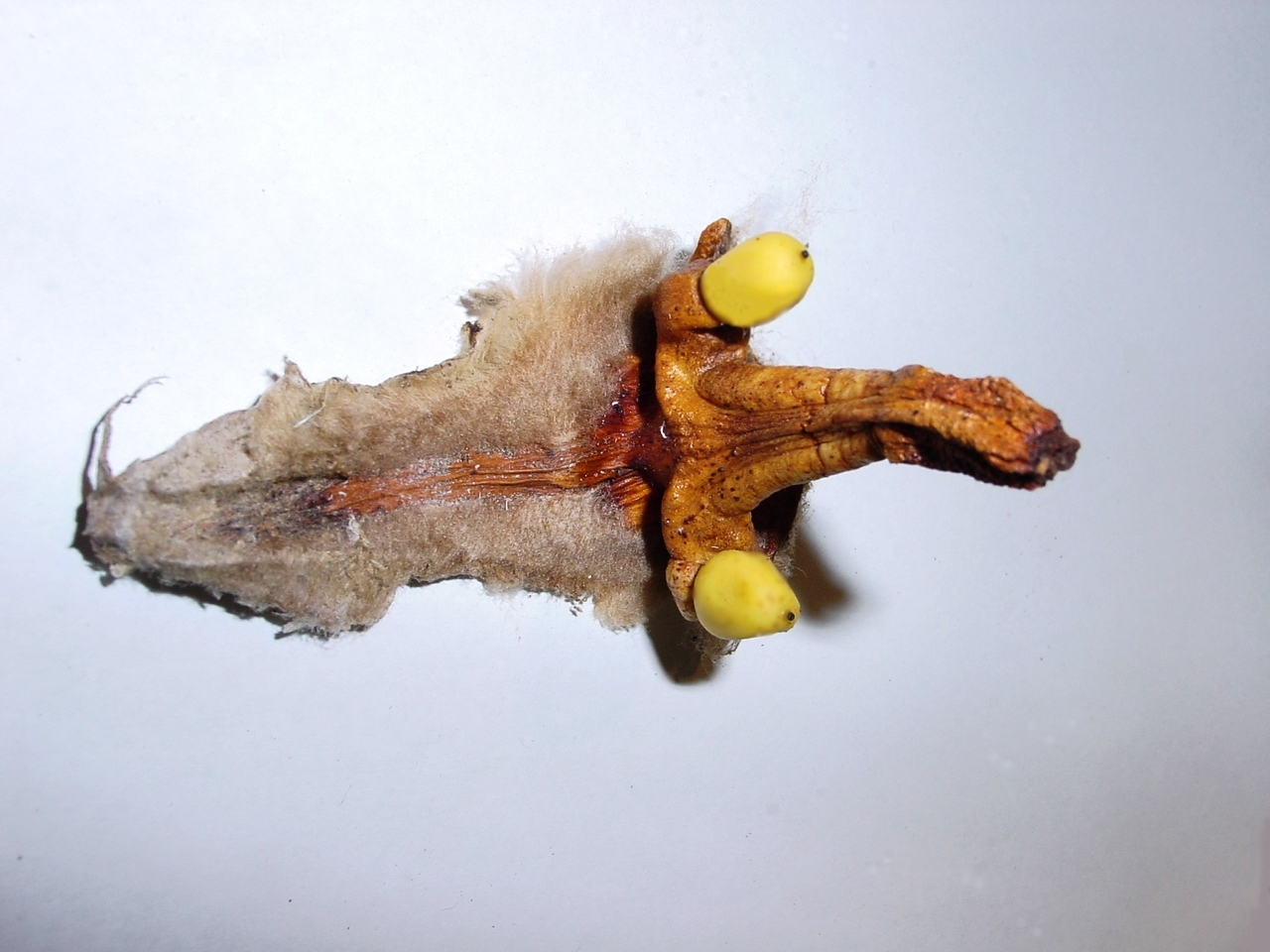
Egy ősi nyitvatermő csoportba, a cikászok törzsébe tartozó Dioon edule faj termőlevele, melyen jól látszik a két méretes, sárga magkezdemény

A termőtáj (gynoeceum, ógörög eredetű szó a güné = „nő, leány” és az oikosz = „lakás” szavak összetételéből; magyarosra átírva: ginőceum vagy günőceum; a virágképletbeli jele: G) a virág női jellegű tája, voltaképpen a termőlevelek összessége, a virág legbelső tája, melyet kétivarú virágban a porzótáj (andrőceum) vesz körül. A termőlevelek (carpellum) – melyek a termőtájat alkotják – a nyitvatermőknél („Gymnospermae”) még szabadon állnak, a zárvatermők (Magnoliophyta, Angiospermae) esetében üreges képződménnyé, termővé (pistillum) lesznek. Mind a nyitva-, mind a zárvatermők termőlevele homológ képződmény a heterospórás harasztok makrosporofillumával, vagyis a nagyméretű, női jellegű spórákat – makrospórákat – létrehozó levelével (phyllum = „levél”). Vagyis tulajdonképpen a heterospórás harasztok makrosporofillumából levezethető a virágos–magvas növények (Spermatophyta) termőlevele, mely az ősi magvas növényeknél (pl. magvaspáfrányok – Pteridospermae; cikászok – Cycadophyta) még erőteljesen lomblevélszerű, és a magkezdemények teljesen fedetlenül helyezkednek el rajta. A zárvatermők termőlevelének alsó része zárt, üreges, ez a magház (ovarium), melyben a magkezdemények helyezkednek el. Fölfelé keskenyedő folytatása a bibeszál (stylus), befejező, csúcsi része pedig a bibe (stigma). Ha a bibeszál hiányzik, akkor ülő bibéről beszélünk (pl. mák).
A termőlevelek morfológiai értelmezése máig erősen vitatott probléma. Alapvetően két morfológiai elmélet áll szemben egymással. A fillospória elve alapján a termőlevelet egyes kutatók levéleredetű képződménynek, míg a sztachiospóra elve alapján mások tengelyeredetűnek gondolják. Valószínűleg az előbbi a helyes elmélet, hiszen a zárvatermők őseinek vélt magvaspáfrányok – ahogyan pl. a cikászok is – fillospórásak, azaz a magkezdemények a levelek felületén ülnek. Feltételezhető, hogy éppen ezen levelek széleinek összeforradásával alakult ki az ősi zárvatermők termőlevele. A sztachispórás növények ága – ahová a páfrányfenyők (Ginkgophyta), a toboztermők (Pinophyta) és a leplesmagvúak (Gnetophyta) tartoznak – valószínűleg soha nem jutott el a teljesen zárt termőlevélig, de igencsak megközelítették azt (csikófarkfélék családja – Ephedraceae).

## A termőtájak osztályzása

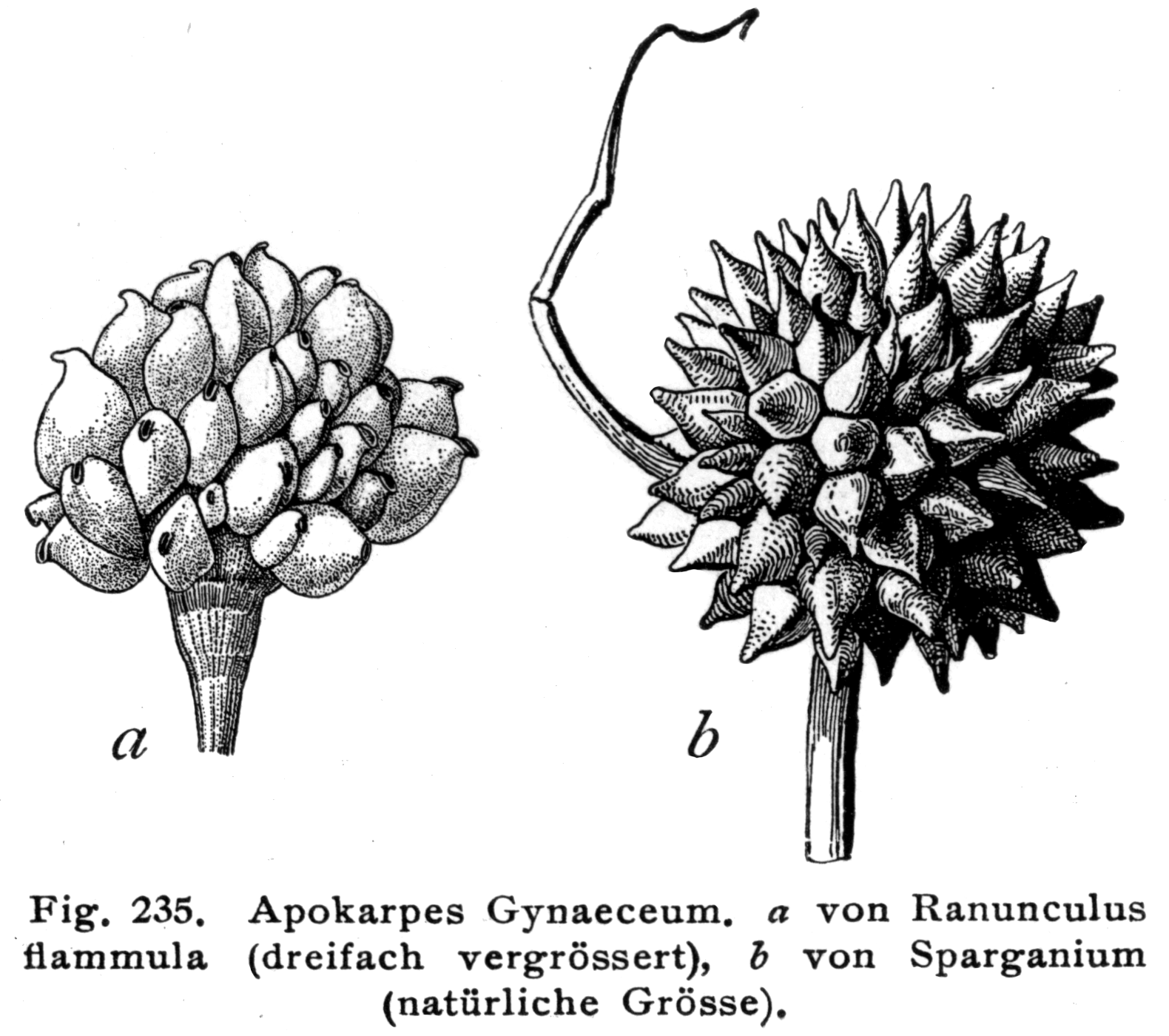
Apokarp ginőceumokból kialakuló termések: a – boglárkafélék családja; b – békabuzogányfélék családja

A zárvatermők termőtáját a termőlevelek száma és azok összenövése alapján több csoportra oszthatjuk. Ha a termőtáj egyetlen termőlevélből áll – mely így maga a termő is – akkor egytermőleveles vagy monokarp (monocarp) termőtájról beszélünk (pl. búza, barack, szarkaláb). Ha a termő kettő vagy több termőlevél összenövéséből alakul ki, akkor többtermőleveles vagy polikarp (polycarp) termőtájról beszélünk. Ennek további két típusát különíthetjük el. Az ősibb típusban a termőlevelek külön-külön, önmagukban nőnek össze, vagyis annyi termő alakul ki, ahány termőlevél eredendően volt. Ez az ún. apokarp (apocarp) termőtáj (ez jellemző pl. a boglárkafélékre). Fejlettebb az olyan polikarp ginőceum, amelyben a termőlevelek széleikkel egyetlen termővé nőttek össze. Ezt hívjuk forrt vagy cönokarp (coenocarp) termőtájnak. Az összenövés mértéke szerint a cönokarp ginőceumot további két típusra oszthatjuk. Ha a szomszédos termőlevelek nagyobb felületeikkel nőnek össze, és az összenőtt termőlevélrészletek a termő, elsősorban a magház üregébe benőve középen összeérő válaszfalakat alkotnak, akkor szünkarp (syncarp) termőtájról beszélhetünk. Az ilyen magház magától értetődően többüregű (pl. liliom). Ha viszont az összenőtt termőlevelek szélei csak bizonyos mértékig nyomulnak be a magház üregébe, akkor parakarp (paracarp) termőtájról van szó. A magházba betüremlő részeket rekeszfalaknak nevezik. A parakarp ginőceum magháza bár együregű, de több rekeszre tagolódik (pl. pipacs). A cönokarp termőtájak közül a szünkarp termőtájat tekintik az ősibb típusúnak, mert a parakarp termőtáj úgy alakult ki, hogy a szünkarp termőtáj magházában lévő válaszfalak részben vagy egészben eltűntek, így létrehozva az együregű, többrekeszű magházat.
A termőtájtípusok összefoglalása a fentiek alapján a következő:
- monokarp termőtáj
- polikarp termőtáj
  - apokarp termőtáj
  - cönokarp termőtáj
    - szünkarp termőtáj
    - parakarp termőtáj
    - lizikarp termőtáj

A termő maga tehát alakulhat egy termőlevélből, méghozzá a monokarp és az apokarp termőtájban; ilyenkor monomer termőről beszélünk (pl. szarkaláb, bazsarózsa). A termő képződhet több termőlevélből is – a cönokarp típus esetében; ilyenkor beszélhetünk dimer, azaz kéttermőlevelű (pl. káposzta), trimer, azaz háromtermőlevelű (pl. tulipán) és polimer, azaz többtermőlevelű termőkről (pl. mályva).
A termőlevelek összenövési mértéke is igencsak eltérő lehet. A termőlevelek általában fölfelé széthajlanak egymástól, s bekövetkezhet az az eset, hogy a magház alul még szünkarp, felette parakarp, a csúcsán pedig már szabad bibeszálakat és bibéket visel (pl. őszi kikerics). Az összenövés mértéke szerint lehet egy magház több bibeszállal és bibével, vagy egy magház egyetlen bibeszállal és több bibével, de akár több magház egyetlen összenőtt bibeszállal és bibével.

## A termőlevél anatómiája

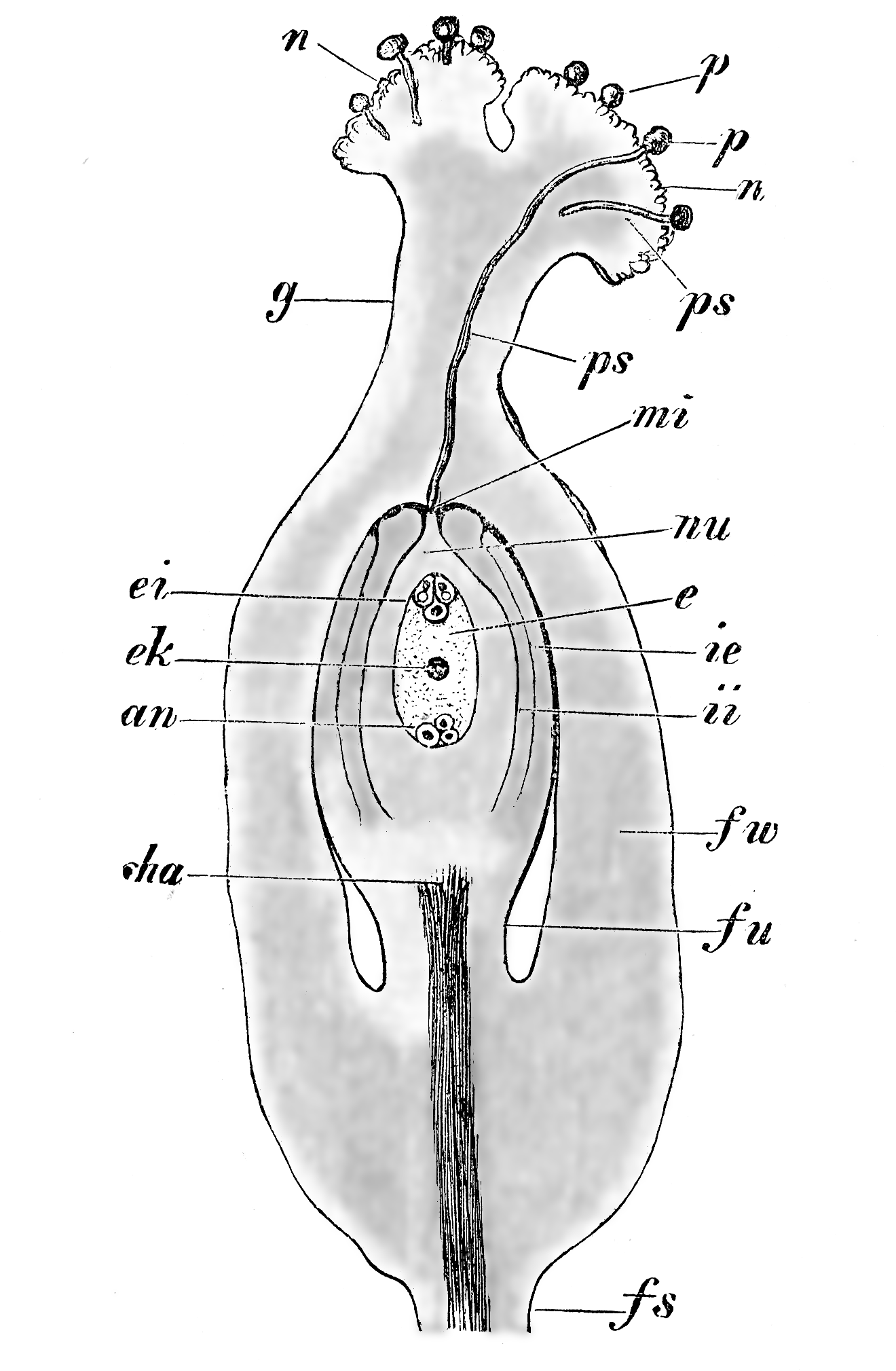
A termőlevél anatómiája: n – bibeepidermisz szövetdudorokkal; p – virágporszem; ps – pollentömlő; g – bibeszál; mi – peteszáj (mikropile); nu – test (nucellusz); e – embriózsák (női gametofiton); ei – petekészülék; ie – külső peteburok (külső integumentum); ek – központi diploid mag; ii – belső peteburok (belső integumentum); an – ellenlábas sejtek; cha – köldökfolt (chalaza); fw – a magház fala; fu – köldökzsinór (funikulusz); fs – virágtengely

### Bibe
A bibén a protodermából – az bőrszövetet létrehozó „előszövet” – kialakuló bőrszövet mirigyepidermisszé differenciálódik, a sejtek papillásan kidomborodnak, és felületüket kutikula borítja. A bibeepidermisz cukros váladékot választ ki, amely a rákerülő virágporszemet (pollen) tömlőhajtásra indítja. A bibe tehát strukturálisan és funkcionálisan is nektáriumnak tekinthető. A bibe epidermisze alatt parenchimatikus szöveteket – azaz alapszöveteket – találunk, melyek ugyancsak gazdag plazmájúak, és mirigyszövetté alakulnak át.

### Bibepárna
A termő pollent fogadó része.A bibepárnát porozzák be a méhek virágporral amely megtermékenyíti a bibeszálban a pollentömlőt.

### Bibeszál
A termő azon része, amely összeköti a bibepárnát a magházzal. Ebben termelődik a virágporszemcse magházba jutását lehetővé tevő pollentömlő.
A bibe közvetlen folytatása a bibeszál, mely kapcsolatot biztosít a bibe és a magház között. Ha ez a rész hiányzik – mint már olvashattuk –, akkor ülő bibéről beszélünk. Ez ritka esetben felső részén üres és nyitott, s belsejében ún. bibecsatorna vagy bibekanális alakul ki, melyen keresztül a pollentömlő a magház belsejébe juthat (pl. viola, liliom). A bibeszál legfontosabb alkotója az ún. összekötő vagy stigmatoid szövet, melyen keresztülhalad a pollentömlő, miközben a magház felé nyomul. A stigmatoid szövet nem csak utat biztosít a pollentömlőnek, de azt tápanyagokkal is ellátja. Neve – stigmatoid szövet – utal arra, hogy hasonló a bibe – a stigma – szövetéhez. Csatornás bibeszál esetében a stigmatoid szövet kibéleli az egész csatornát, sőt egészen az mikropiléig nyomul (az ún. obturator által, mely a pollentömlőt a bibeszál stigmatoid szövete helyett táplálja).
A zárvatermők nagy részében azonban a bibecsatorna nincs jelen, a bibeszál belső szövetei igen tömöttek, de természetesen a stigmatoid szövet is jelen van. Az ilyen bibeszálban nagyon sok sejtközötti járatot, intercellulárist találhatunk: ezekben nyomul előre a pollentömlő. Azonban a pollentömlő maga is hozzájárul a bibeszál szöveti sejtjeinek elnyálkásításához, fellazításához: pektináz enzimet termel. Vagyis a pollentömlő előrehaladása közben mintegy feloldja a sejtfalanyagokat, így a sejtek elvesztik feszességüket, és összeesnek: ezért van az, hogy a tömlő nem okoz semmiféle jelentős térfogat-növekedést a bibeszálban, vagyis nem feszíti szét azt. A bibeszálban a tipikus szállítószövetet is ez a stigmatoid vagy más néven transzmissziós szövet képviseli. Ez tehát a bibeszál legspecializáltabb szövete a bőr- és alapszöveteken belül, bár tipikus szállítóelemek is keletkezhetnek benne (pl. tracheidák és tracheák).

### Magház
A magház (ovarium) a termőlevél alsó, kiszélesedő, üreges része. Szövettanilag legjellemzőbb része az alapszövetbe beágyazott nyalábrendszere. A nyalábok száma páratlan: egy, három, öt vagy több. Megkülönböztetjük a fő- (gerincnyaláb, dorziális nyaláb) és mediánnyalábot (ventrális nyaláb, placentális nyaláb). A pillangósvirágúak (Fabales) egy termőlevelében pl. egy dorzális és kettő ventrális nyaláb van. Ha több ér fut a termőlevelekben, akkor az oldalsókat laterális nyaláboknak nevezzük (pl. a tüsző termésfalában). Ha a magház több termőlevélből alakuló cönokarp, akkor a magház üregébe bizonyos mélységig benyomuló rekeszfalakon lévő magkezdeményeket (ovulum) a rekeszfalakban futó nyalábok táplálják. A magkezdeményeket tápláló nyalábok igen gazdagon elágaznak, és a placentális nyalábokból differenciálódnak.

## A magház helyzete

A magház helyzete a virágban vázlatosan: I. felső állású magház; II. középső állású magház; III. alsó állású magház; a betűk jelentése: a – porzótáj; g – termőtáj; p – sziromlevelek; s – csészelevelek; r – vacok

A magház helyzete a többi virágrészhez (takarólevelek, porzók) viszonyítva háromféle lehet. Egy teljes virágban a viráglevelek rendesen térbeli és időbeli egymásutániságban a következő sorrendben alakulnak ki: csészelevelek, sziromlevelek, porzólevelek és termőlevelek. Az ősibb jellegű virágban a magház tehát a virágtengely csúcsán, a takaró- és porzólevelek fölött ered. Ez a tipikus felső állású magház, s az ilyen virágot flos hypogynusnak – vagyis magház alatti elhelyezkedésű virágnak – nevezzük. (A magyar és a görög szakkifejezés más-más nézőpontból közelíti meg ezt a morfológiai sajátosságot: a magyar arra mutat rá, hogy a magház a többi viráglevél fölött helyezkedik el, míg a görög kifejezés arra, hogy a viráglevelek a magházhoz képest alacsonyabban vannak.) Ha a virágtengely vége, vagyis a vacok kehelyszerűen (hypanthium) kiszélesedik, avagy a magház a vacokba kissé besüllyed, s a viráglevelek a magház középtája körül helyezkednek el, akkor középállású magházról beszélünk, magát a virágot tekintve pedig perigün virágról (flos perigynus). Ha a magház teljesen belesüpped a vacokba, s az körbe is növi a magházat szövetével, s így a többi viráglevél a magház tetejétől ered, akkor alsó állású magházról illetőleg epigün virágról (flos epigynus) beszélünk.
Látszólag egyszerűnek tűnik a felső, középső és alsó állású magház létének megállapítása. Azonban a magház valóságos helyzete csak szövetfejlődéstani (hisztogenetikai) vizsgálatokkal dönthető el. Pl. az ernyősvirágzatúak (Umbelliferae) virágfejlődését vizsgálva megállapították, hogy a magház alapvetően mint felső állású magház szerveződik, azonban a többi viráglevél hozzánő a magház külső falához, s így a takaró- és porzólevelek a magház felső részétől erednek; mindebből az következik, hogy egy eredendően felső állású magház a virágfejlődés közben ál-alsóállású magházzá alakul. A magházat körülvevő szöveteket kétféleképpen is le lehet vezetni, mely két szembenálló elméletet is jelent.
- Tekinthetjük a magházat körülvevő szöveteket a vacok és a termőlevelek szoros összenövésének, vagyis tengelytermészetűnek: ez az ún. receptákuláris elmélet (receptákulum = vacok).
- Tekinthető a magházat körülvevő rész a külsőbb viráglevéltájak alapi részeinek és a termőlevelek összenövéseként (virágkehely – hypanthium): ez az ún. appendikuláris elmélet.

## A placentáció típusai
A termőlevelek belső oldalán, azoknak bizonyos részén fejlődik ki a placenta, azaz a magtanya vagy magléc, melyen a magkezdemények foglalnak helyet. A placenta helyzetét nevezzük placentációnak, amely többféle típusú lehet. Szegélyi vagy marginális placentáció esetén a magléc a termőlevelek szegélyén („margóján”, innen a marginális elnevezés) alakul ki (pl. liliom). Fali vagy parietális placentációról beszélünk, ha a magléc a termőlevelek oldalán, a termőlevelek középtáján jelenik meg (pl. virágkáka). Szögleti vagy anguláris a placentáció, ha a placenta a rekeszekre tagolt vagy többüregű magházak válaszfalainak szögleteiben alakul ki (pl. tulipán). Tengelyi vagy axiális placentációról akkor beszélünk, ha a magtanya magház belsejébe benyomuló tengelyen szerveződik (pl. kankalin). Az alapi vagy baziális a placentáció, ha a magkezdemények a magház üregébe benyomuló alapi részen fejlődnek (pl. dió).

## A magkezdemény szerkezete és helyzete
A magkezdemény (ovulum) a makromeispóra (meiózissal létrejövő, nagyobb méretű, női jellegű spóra) képződésének helye. Kis szövetdudor formájában a maglécen kezd differenciálódni. Részei a következők: a magkezdemény teste, az ún. nucellusz (nucellus), mely vegetatív és sporogén sejtekből áll; a magkezdemény burka, az integumentum, amely a nucelluszt körülveszi, s vagy egyrétegű, vagy kétrétegű. Gyorsabb növekedésű, mint a nucellusz, és azt szinte teljesen körbenövi, csak a magkezdemény csúcsán hagy egy kisméretű csatornaszerű járatot s nyílást, a mikropilét (micropyle: mikrosz = „kicsiny”, püle = „kapu”). Ezen a nyíláson keresztül hatol be a pollentömlő a magkezdemény belsejébe.
A legtöbb zárvatermő növény magkezdeményén kétrétegű integumentum van, s ezeket külső illetve belső integumentumnak hívjuk (integumentum externum, integumentum internum). A nucellusz alapi része, ahol az integumentumok már kezdenek elkülönülni, a chalaza (chalasa). Itt a nucellusz és az integumentum mint egységes szövet megy át a köldökzsinórba vagy funikuluszba (funiculus), amely voltaképpen a magkezdeményt, akár egy kis nyél, a placentához kapcsolja. Azt a helyet, ahol a köldökzsinór a magkezdeménnyel érintkezik, nevezzük köldöknek (hylum), amelynek helye a már érett magvakon is látszik.
A magkezdemény helyzete háromféle lehet. Ha csúcsa a köldökzsinórtól elfelé tekint, akkor egyenes (ortotróp, atróp); ha a mikropile a köldökzsinór közelében van, akkor visszafordult vagy anatróp; és ha a két előbbi közötti átmenetet mutatja, akkor görbült vagy kampilotróp (campylotrop).
Az integumentum felületét kutikula is fedi. A kettős integumentumos magkezdeményeken három kutikuláris réteget lehet elkülöníteni. Egy külsőt, amely az integumentum externumon és a köldökzsinóron képződik; egy középsőt, mely kettősen alakul ki a két integumentum között; és egy belsőt, amely ugyancsak kettős struktúrával jelenik meg a integumentum internum belső fala és a nucellusz külseje között. Olykor az integumentum belső epidermisze integumentális tapétummá alakul, mely az embrió táplálásában játszik szerepet.
A magkezdeményeknek saját szállítószövet-rendszere is van, amely a magléccel összeköti. Ezek a szállítókötegek, miután a chalazában szerteágaznak, az integumentumba is behatolnak. A szállítókötegek egészen a magvak beéréséig működnek.

## A makrosporogenezis menete

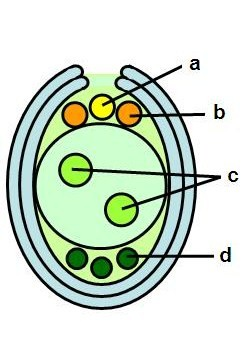
A zárvatermők magkezdeményének belseje a makrogametogenezis vége felé: a – petesejt; b – a petesejt segédsejtjei (szünergidák); c – két haploid mag, melyekből a központi diploid mag alakul ki az összeolvadást követően; d – ellenlábas sejtek

A magkezdemény differenciálódása során – amikor is a placentális szövetdudorként elkezd fejlődni – a nucellusz szubprotodermális (alsó „előbőrszöveti”) rétegében, a csúcs (mikropile) irányában egy nagyméretű, plazmában igen gazdag archespórasejt különül el, mely egy mitotikus (számtartó) osztódással két sejtre különül: egy fedősejtre és egy makrospóra-anyasejtre. Ez utóbbi redukciós magosztódással, tehát meiotikus (számfelező) osztódással 4 utódsejtet hoz létre. Ezek a sejtek a nucellusz hossztengelyében egymás fölötti elrendeződésbe helyezkednek. Ezek tehát a voltaképpeni makrospórák, melyek közül azonban csak egy – a chalazához legközelebb eső – marad meg (monospória), három felszívódik. Gyorsan növekszik, s úgynevezett primer embriózsáksejtté lesz, ez tehát a makrospóra.

## A makrogametogenezis menete
A női vagy makrogametofiton az egymagvas primer embriózsáksejtből vagy makrospórából alakul ki az ún. makrogametogenezis során. A makrospóra egyszeres kromoszómaállományú (haploid) magja mitotikus (számtartó) osztódásokkal három ütemben osztódik, és így először kettő, majd négy, végül nyolc mag különül el a nagy makrospórasejten belül. Ebből 3–3 a nagy sejt két pólusán plazmával és fallal körülvéve magát 3–3 elkülönült sejtté lesz (szabad sejtképződés). A három felső sejt – vagyis amelyek a mikropile irányába helyezkednek el – az ún. petekészülék, s közülük a legnagyobb illetve a mélyebben fekvő a petesejt, a másik kettő az ún. segédsejt vagy szünergida (syergida). A három alsó sejt pedig az ún. ellenlábas vagy antipodiális sejt. A középütt maradott két haploid sejt összeolvadva ennek a szekunder embriózsáksejtnek a kétszeres kromoszómaállományú (diploid) magjává lesznek. Tehát a 3 petekészülékbeli sejt (a petesejt és a szünergidák), a központi diploid mag és a 3 ellenlábas sejt képviseli a női gametofiton, kialakulása pedig a makrogametogenezis. Eme átalakulások után lesz a magkezdemény megtermékenyítésre érett.
A zárvatermők gametofitonjában nem fejlődik már valódi női ivarszerv (archegónium): ennek maradványa a petekészülék; nem fejlődik ki a női előtelep (makroprotallium): ennek maradványai az ellenlábas sejtek. A nyitvatermőknél azonban még soksejtű makroprotallium van, és abban archegóniumok is találhatók – tehát a zárvatermők körében a makrogametofiton nagyon erősen redukálódott.
A fenn leírt makrogametogenezis a zárvatermők kb. 70%-ára jellemző. Azonban van ettől az általános típustól eltérő kifejlődés is. Ilyen eltérés lehet az, hogy a már ismertetett monospórás típussal szemben kettő vagy négy makrospóra marad meg; ez a bispórás (pl. hagyma) és tetrespórás makrogametogenezis (pl. tulipán). Eltérés lehet a belső magosztódásban is, vagyis szabályos nyolc mag helyett 4 illetve 16 keletkezik a szekunder embriózsákban.